# Allene Roberts
Emma Allene Roberts (Fairfield, Alabama, 1928. szeptember 1. – Huntsville, Alabama, 2019. május 9.) amerikai színésznő.

## Életútja
1941-ben megnyerte az America's Most Charming Child versenyt, amellyel ezer dollár készpénzt és egy ezerdolláros Warner Bros szerződést kapott jutalmul. 1947 és 1954 között tizenkét mozifilmben kapott szerepet. 1952 és 1957 között tv-sorozatokban játszott, majd visszavonult a filmezéstől.

## Filmjei
- A vörös ház (The Red House) (1947)
- The Sign of the Ram (1948)
- Michael O'Halloran (1948)
- Your Show Time (1949, tv-sorozat, egy epizódban)
- Kopogj valamelyik ajtón! (Knock on Any Door) (1949)
- Bomba on Panther Island (1949)
- The Silver Theatre (1950, tv-sorozat, egy epizódban)
- Union Station (1950)
- The Bigelow Theatre (1951, tv-sorozat, egy epizódban)
- Santa Fe (1951)
- The Hoodlum (1951)
- Kid Monk Baroni (1952)
- Thunderbirds (1952)
- The Blazing Forest (1952)
- Adventures of Superman (1952–1954, tv-sorozat, három epizódban)
- Dragnet (1952–1955, tv-sorozat, hat epizódban)
- The Pepsi-Cola Playhouse (1953, tv-sorozat, egy epizódban)
- Schlitz Playhouse of Stars (1953, 1955, tv-sorozat, két epizódban)
- Omnibus (1954, tv-sorozat, egy epizódban)
- Your Favorite Story (1954, tv-sorozat, egy epizódban)
- Public Defender (1954, tv-sorozat, két epizódban)
- The Lone Wolf (1954, tv-sorozat, egy epizódban)
- Four Star Playhouse (1954, tv-sorozat, egy epizódban)
- Crown Theatre with Gloria Swanson (1954, tv-sorozat, egy epizódban)
- City Detective (1954, tv-sorozat, egy epizódban)
- The Christophers (1957, tv-sorozat, egy epizódban)
- Dr. Hudson's Secret Journal (1957, tv-sorozat, egy epizódban)